# بين لوكاس
بين لوكاس (بالإنجليزية: Ben Lucas)‏ هو لاعب اتحاد الرغبي أسترالي، ولد في 30 ديسمبر 1987 في إبسوتش في أستراليا.

## وصلات خارجية
- بين لوكاس على موقع سلسلة سباعيات الرغبي العالمية - رجال (الإنجليزية)
- بين لوكاس على موقع ItsRugby.co.uk (الإنجليزية)